# Helvíkovice
Helvíkovice település Csehországban, az Ústí nad Orlicí-i járásban. Helvíkovice Slatina nad Zdobnicí, Kameničná, Dlouhoňovice, Žamberk és Záchlumí településekkel határos. Lakosainak száma 532 fő (2024. január 1.).

## Népesség
A település lakosságának változását az alábbi diagram mutatja:
| Lakosok száma | 769  | 682  | 627  | 475  | 385  | 407  | 496  | 498  | 521  | 532  |
|               | 1869 | 1890 | 1921 | 1950 | 1980 | 2001 | 2017 | 2019 | 2022 | 2024 |